# Palais Esterházy
Palais Esterházy er et barokpalæ i Wien, som tilhørte den ungarske adelsslægt Esterházy. I den tidligere vinkælder ligger den kendte restaurant Esterházykeller.
Der findes to bygninger i Wien som bliver kaldt Palais Esterházy. Denne bygning ligger på Wallnerstraße, et andet Palais Esterházy ligger på Kärtner Straße.
Esterházy-familien begyndte at bygge på dette område mellem 1685–1695, men det var først mellem 1806–1820 at palæet fik dagens udseende. Palæet blev brugt lidt af Esterházy-familien i det 20. århundrede.
48°12′35″N 16°22′01″Ø / 48.20972°N 16.36694°Ø